# Доминоштайн
Домино́штайн (нем. Dominostein — «костяшка домино») — немецкая и австрийская сладость, особенно популярная во время Рождества.

## История
Был изобретен Гербертом Вендлером (нем. Herbert Wendler) (1912—1998) в 1936 году в Дрездене. Доминоштайн был дешёвым и поэтому стал популярной заменой пралине в Германии в период дефицита продуктов во время Второй мировой войны. В это время был известен под названием Notpraline.

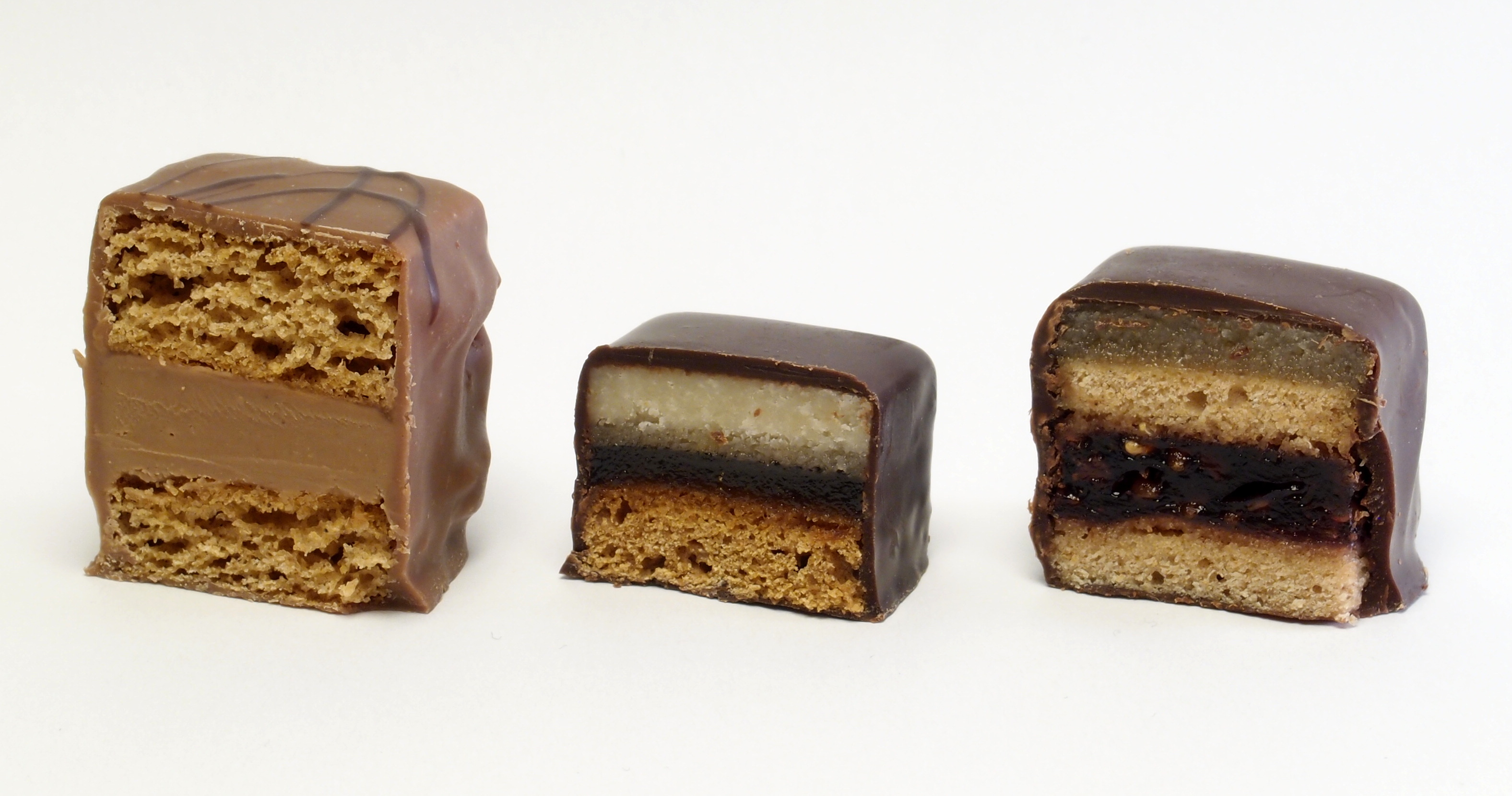
Виды доминоштайна (слева направо, начинки снизу вверх): пряник-нуга-пряник, молочный шоколад; пряник-желе-марципан, тёмный шоколад; пряник-джем из красной смородины-пряник-марципан, тёмный шоколад. Средний изготовлен Niederegger, остальные — Гамбургская кондитерская

## Описание
Доминоштайн изготавливается в кондитерских и промышленно. Представляет собой глазированную шоколадом конфету параллелепипедной формы с многослойной начинкой. Шоколад может быть тёмным, молочным или белым. В слои начинки могут входить: немецкий пряник лебкухен, фруктовое желе (вишневое, абрикосовое и т. д.), марципан или персипан и др. Наиболее распространённый вариант начинки — пряник, желе, персипан (реже марципан).
Помимо простых видов доминоштайна пищевое законодательство Германии определяет два уровня качества конфет:
- Feine Dominosteine (или Dessert-Dominosteine) должны содержать начинку не менее чем из двух слоев, как минимум один слой с фруктовым наполнителем и один с марципаном или персипаном;
- Feinste Dominosteine может содержать начинку только из фруктового наполнителя и марципана.